# Li Shengjiao
Dans ce nom chinois, le nom de famille, Li, précède le nom personnel.
Li Shengjiao (chinois simplifié : 厉声教 ; chinois traditionnel : 厲聲教 ; pinyin : Lì Shēngjiào, 7 janvier 1935 - 6 août 2017), est un diplomate chinois, juriste, auteur, ancienne star du sport de Nanjing et expert du I Ching. Reconnu comme une autorité en matière de droit international et de relations américano-chinoises, Li est connu pour sa contribution au droit international de la mer et aux frontières et aux affaires maritimes de la Chine.
Li est décédée d'une maladie non précisée le 6 août 2017 à Pékin à l'âge de 82 ans,,,,.

## Biographie

### Jeunesse
Li Shengjiao est né en 1935 à Nanjing, alors capitale de la Chine, dans une famille distinguée. Son père, le Dr Li Linsi était un éducateur et un diplomate tandis que sa mère Tang Liling était une pianiste.
Sa famille a déménagé à Shanghai quand il avait deux ans en 1937. Il a grandi à Shanghai et compose des poèmes à l'âge de 8 ans. A l'adolescence, il est capable d'écrire en anglais et en chinois.
Li a étudié la géologie économique à l'Université de Nanjing en 1952. Pendant ses études universitaires, il a terminé son roman autobiographique en anglais, "Shanghai Memories", et la traduction en anglais des ouvrages de son ancêtre Li E, un chef de file de la poésie de la dynastie Qing.
Après avoir obtenu son diplôme, il intègre le ministère des Affaires étrangères à 21 ans ,.

### Carrière diplomatique
Li a commencé sa carrière diplomatique en 1956 après avoir été diplômé de l'Université de Nankin. Il faisait partie d'une équipe travaillant sur les questions de territoire, de frontières et de démarcation au ministère des Affaires étrangères, puis a ensuite étudié le droit international.
Pendant la Révolution culturelle, Li a été envoyé dans les zones rurales pour travailler avec les agriculteurs à plusieurs reprises, et son père est décédé misérablement à l'époque.
Après que la Chine populaire a repris le siège de Taïwan aux Nations unies en 1971, Li a engagé une série d'activités diplomatiques et de négociations majeures avec l'ONU, y compris la Convention des Nations unies sur le droit de la mer de 10 ans de 1972 à 1982, qui a abouti dans un accord international. Li a été un contributeur à la création et à la mise en œuvre de l'UNCLOS.
Il a également participé à une série d'événements diplomatiques importants, notamment la diplomatie chinoise du ping-pong, la visite historique de l'ancien président américain Richard Nixon en Chine en 1972 et l'établissement de relations diplomatiques entre la Chine et les États-Unis.

### Fin de carrière
Après avoir pris sa retraite de la fonction diplomatique, Li est resté consultant auprès du ministère des Affaires étrangères et a été invité en tant que professeur honoraire à l'Université des affaires étrangères de Chine et à l'Université de Nanjing.
Au cours de ses 40 années de diplomatie, Li a été conseiller de la mission chinoise auprès de la Conférence des Nations unies sur le droit de la mer, conseiller de la mission chinoise auprès des Nations unies, ambassadeur chinois par intérim à la Barbade, premier vice-consul général de la Chine à Toronto et conseiller du ministère des Affaires étrangères de la Chine, entre autres fonctions,.
Professeur honoraire à l'Université de Nanjing et à l'Université des affaires étrangères de Chine, Li était chroniqueur pour le Huffington Post, le China Daily et d'autres publications importantes, pesant sur les affaires internationales, le commerce international et les relations américano-chinoises,.
Li est décédée d'une maladie non précisée le 6 août 2017 à Pékin à l'âge de 82 ans,.
En 2018, après sa mort, Li a été nommé "pilier de la nation décédée en 2017" par les autorités chinoises.

## Réalisations sportives
Li était une star du sport polyvalent dans sa jeunesse, excellant dans le football, le basket-ball, le sprint de 100 mètres en athlétisme et le tennis de table. En tant que membre régulier de l'équipe municipale de football de Nanjing, de l'équipe municipale de basket-ball de Nanjing ainsi que d'un joueur clé de l'équipe de basket-ball de l'Université de Nanjing, Li a représenté la ville de Nanjing lors de plusieurs matchs de niveau national au cours de ses années universitaires à l'Université de Nanjing. Il était l'entraîneur de l'équipe de basket-ball du ministère chinois des Affaires étrangères et le champion de tennis de table du ministère chinois des Affaires étrangères,.

## Personnel
Descendant direct du célèbre poète et érudit de la dynastie Qing Li E (厉鹗), Li Shengjiao est le fils de Li Linsi (厉麟似), érudit et diplomate distingué de la Chine moderne,.
Li, dont le prénom se traduit par «éduquer d'une voix sévère», est né en janvier 1935 dans une famille de la classe supérieure. Sa mère Tang Liling (唐丽玲) était une pianiste et une actrice renommée, tandis que son père, Li Linsi, était un éminent éducateur, diplomate et linguiste, et une figure pionnière des échanges culturels sino-européens dans les années 1930. Son père avait également le surnom de "Mahatma Gandhi en Chine" et a aidé les Juifs à échapper à la persécution et à s'installer à Shanghai pendant la seconde guerre mondiale.